# Radovan Brenkus
Radovan Brenkus (* 30. leden 1974, Bardejov) je slovenský spisovatel, překladatel a kritik.

## Životopis
Radovan Brenkus ukončil studia na Přírodovědecké fakultě Univerzity Pavla Jozefa Šafárika, v oboru matematika a fyzika. V Košicích působil jako pedagog, později jako odborný pracovník v Ústavu experimentální fyziky Slovenské akademie věd. Publikuje v časopisech doma i v zahraničí. Mnohé jeho práce odvysílal Slovenský rozhlas, byly zveřejněny v zahraničních antologiích. Překládá díla z polštiny. Příležitostně se věnuje literární kritice, psaní kritických studií a esejů. Pracuje ve vydavatelství Pectus v Košicích, které založil v roce 2006.

## Tvorba
Je pokračovatelem literární moderny. V poezii pozoruje, analyzuje a dešifruje chaotický, unavený svět, pranýřuje panující mravnost, rozdíly jeho vnímání zvenku i zevnitř. Inspiračními zdroji jsou destruktivní vyprázdněnost, nicota, omezující pseudobytí. Symbolikou pesimismu a dekadence ukazuje samotu jedince, jeho pokaždé obskurnější stav a nejistou budoucnost.
Motivem jeho prózy je hledání smyslu existence, vědomí pomíjivosti, smrt. Mimo jiné píše neoromantickým stylem. Kritizuje existencialismus a pokrok civilizace, kterým je člověk přinucen hledat vlastní pud sebezáchovy. Surrealistické postavy jeho povídek se zmítají mezi ideálním a reálným, narušují přijatý řád. Prostřednictvím expresivního a mystického symbolismu, dramatických a groteskních scén zobrazuje vzpouru proti elitářství a úpadku současné společnosti. V kondenzované a zároveň výrazné charakteristice situací a postav poskytuje prostor pro katarzi.

## Dílo

### Poezie
- 1997 – Pochod mrtvých
- 2002 – Rekviem v prachu
- 2005 – Romance s bludičkou
- 2009 – Dým z říše stínů
- 2015 – Snění s netvorem (2017, v polštine)

### Próza
- 2005 – Návraty pekla (2013, v polštine), sbírka povídek

### Překlady
- 2008 – Zbigniew Domino: Polská sibiriada
- 2009 – Rafał Wojaczek: Listy mrtvému
- 2010 – Marta Świderska-Pelinko: Chuť toulání a edenu
- 2017 – Marta Świderska-Pelinko: Tam kde pláčí housle
- 2020 – Janusz Korczak: Děti ulice
- 2021 – Aldona Borowicz: Vitráže v paměti
- 2023 – Maria Konopnicka: Pod zákonem
- 2024 – Marek Wawrzkiewicz: Světýlko